# Lapathos (Cipro)
Lapathos (in greco (το) Λάπαθος?; in turco: Boğaziçi "Bosforo" o Lapatos) è un piccolo villaggio di Cipro, il quale si trova de facto nel distretto di İskele della Repubblica Turca di Cipro del Nord, mentre de iure si trova nel distretto di Famagosta della Repubblica di Cipro. Prima del 1974, Lapathos era abitata sia da greco-ciprioti che da turco-ciprioti.
Al 2011, aveva una popolazione di 514 persone.

## Geografia fisica
Il villaggio è situato nella pianura della Messaria, tra le cittadine di Lefkoniko e Trikomo.

## Origini del nome
L'origine del nome del villaggio è oscura, anche se Goodwin sostiene che il villaggio abbia preso il nome da una pianta chiamata labathon, utilizzata come foraggio per gli animali. Nel 1958 i turco-ciprioti hanno adottato un nome alternativo, Boğaziçi, che significa "Bosforo".

## Società

### Evoluzione demografica
Prima del 1974, Lapathos era abitata sia da greco-ciprioti che da turco-ciprioti. Sebbene i musulmani costituissero la maggioranza nel 1831 (61%), i greco-ciprioti hanno sempre costituito la maggioranza durante il periodo britannico. Nella prima metà del XX secolo, mentre la percentuale di popolazione greco-cipriota aumentò costantemente, quella turco-cipriota diminuì, così che nel censimento del 1960 questi ultimi costituivano solo il 35% della popolazione, mentre nel 1891 erano quasi il 42,5%.
Durante gli scontri intercomunitari del 1963-4, nessuno abitante originario fu sfollato; tuttavia, Lapathos servì temporaneamente come centro di accoglienza per gli sfollati turco-ciprioti. Secondo il geografo Richard Patrick, nel 1970 nel villaggio risiedevano ancora nove sfollati turco-ciprioti. Nel 1973, la popolazione di Lapathos era stimata in 661 abitanti: 435 greci e 228 turco-ciprioti. Nell'agosto del 1974, tutti gli abitanti greco-ciprioti fuggirono dall'esercito turco che avanzava verso la parte meridionale dell'isola. Attualmente, come il resto dei greco-ciprioti sfollati, i greco-ciprioti di Lapathos sono sparsi in tutto il sud dell'isola, soprattutto nelle città. La popolazione greco-cipriota sfollata di Lapathos potrebbe essere stimata in circa 440 persone, dal momento che la sua popolazione era di 435 abitanti nel 1973. 
Attualmente il villaggio è abitato principalmente dagli abitanti originari turco-ciprioti. Tuttavia, Lapathos è stato utilizzato anche per l'insediamento di alcuni cittadini turchi provenienti dal distretto di Çarşamba, nella regione centrale del Mar Nero, in Turchia. Attualmente nel villaggio vivono anche alcuni rimpatriati turco-ciprioti. Secondo il censimento turco-cipriota del 2006, la popolazione totale di Lapathos ammontava a 475 abitanti.